# تي ان ايه برتش بوت كامب
تي ان ايه برتش بووت كامب بالإنجليزية TNA British Boot Camp والذي يعني بالعربية معسكر الاحذية الطويلة البريطاني. وهو عبارة عن برنامج تلفزيوني واقعي بريطاني يركز على صناعة مصارعة المحترفين. يركز البرنامج علي عمل توثيق عن أربعة مصارعين محترفين بريطانيين يسعون للحصول على عقد مع أتحاد المصارعة المحترفة الأمريكي توتال نون ستوب أكشن ريسلينج (TNA). تم إنتاج هذه السلسلة والترويج لها من قبل شركة تي ان ايه برودكشنز التابعة لأتحاد تي ان ايه بالتعاون مع شركة سكاي يو كيه وبدء بث السلسلة لأول مرة علي التلفاز علي قناة تشالينج في الأول من يناير لعام 2013.  
يعد برنامج تي ان ايه برتش بووت كامب TNA British Boot Camp هو البرنامج الأول من نوعه غير المخصص في المسابقات الذي كان يتم بثه علي قناة تشالينج التابعة لشركة BSkyB فهو أول برنامج مصارعة محترف أمريكي تم إنشاؤه وبثه حصريًا للسوق البريطاني. حيث قامت شركة BSkyB باستثمار 600 مليون جنيه إسترليني في محتوى تلفزيوني بريطاني بحلول عام 2014. المنتج التنفيذي للبرنامج هو مذيع حلبة اتحاد الـTNA المخضرم جيريمي بوراش، الذي أنشأ البرنامج وقام بأعداده بنفسه.  

## الموسم الأول

### الملخص
يركز البرنامج علي «أربعة مصارعين من أشهر المصارعين البريطانيين وأفضلهم» - وهم روكستار سبود، ومارتي سكورل والبلوسوم توينز - الذين شاركوا في البرنامج بهدف الحصول على عقد حصري من أتحاد TNA. تم تدريب المصارعين من قبل المصارعين المحترفين المخضرمين مثل هالك هوجان ورولربول روكو.  
في نهائيات الموسم الأول الذي تم بثه في الـ 22 من يناير لعام 2013، تم أعلان روك ستار سبود الفائز، حيث حصل على عقد حصري مع اتحاد TNA لمدة سنتين في نهاية البرنامج، قام المصارعون الأربعة بأداء في عدة عروض محلية أو متلفزة مع أتحاد TNA كجزء من جولة «الطريق إلي لوك دون» في المملكة المتحدة وأيرلندا. 

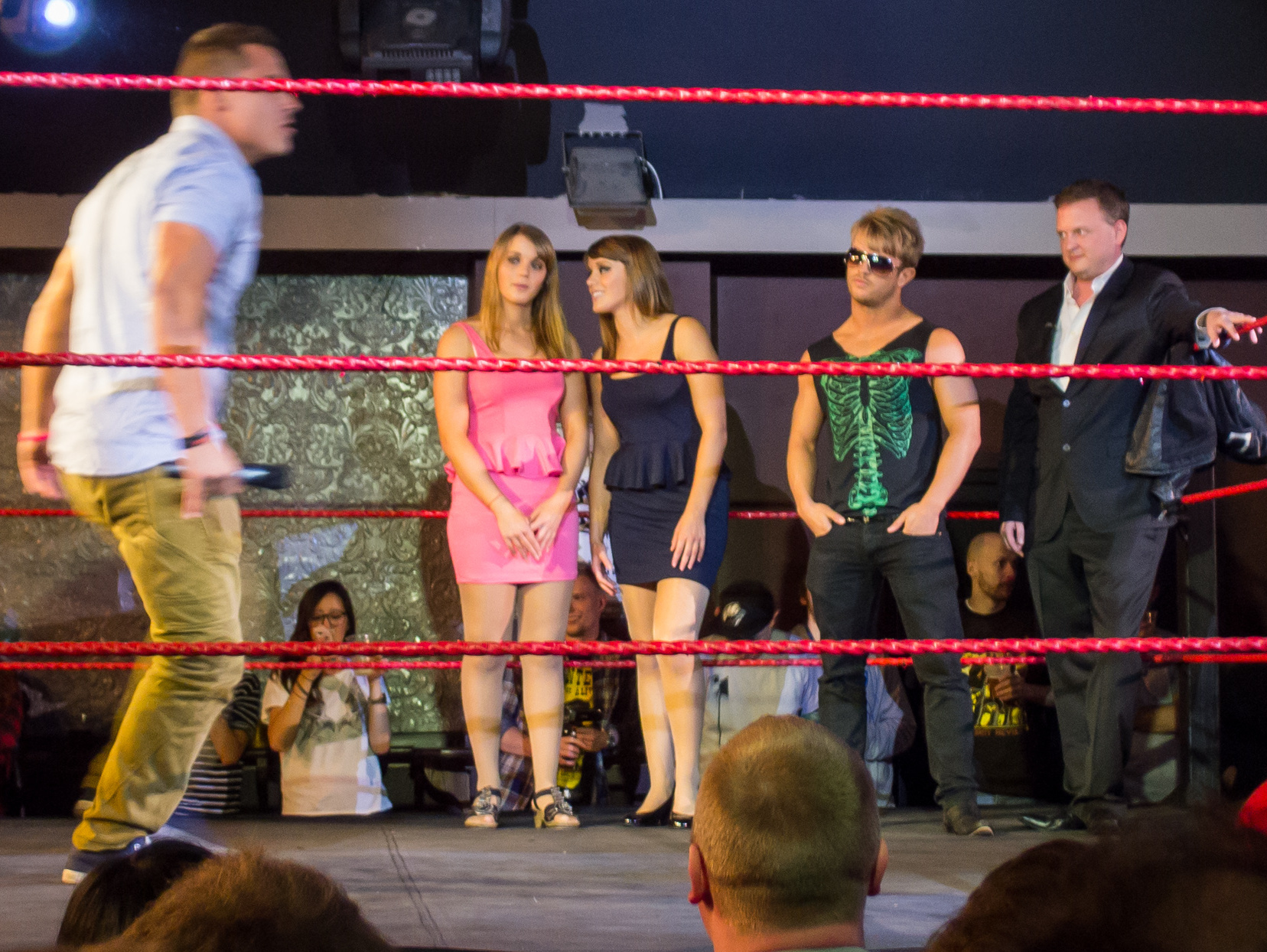
المتسابقون في برنامج تي ان ايه برتش بوت كامب، من اليسار إلى اليمين ، مارتي سكرول ، البلوسوم توينز (هانا وهولي) ، وروكستار سبود ، مع جيرمي بورش (في أقصى اليمين).

### طاقم العمل

#### المتسابقون

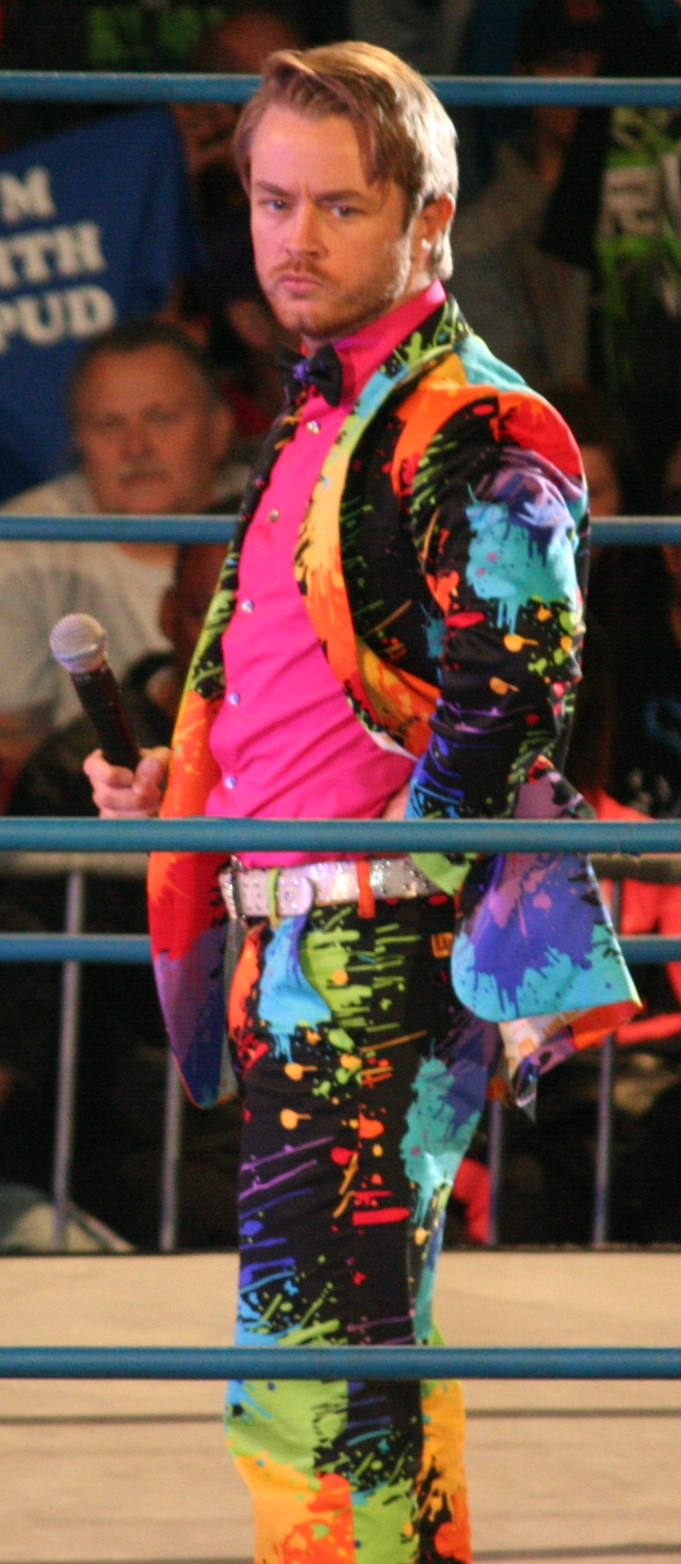
روك ستار سبود الفائز بالموسم الأول من برنامج تي ان ايه برتش بوت كامب

- هانا بلوسوم [7]
- هولي بلوسوم[7]
- مارتي سكورل [7]
- روكستار سبود (الفائز) [7]

#### المدربين
- آل سنو [9]
- دوغ ويليامز [9]
- رولربال روكو [9]

#### شخصيات مصارعة أخرى
- ديكسي كارتر [1]
- هالك هوجان [1]
- جيمس ستورم
- كورت أنجل
- ماغنس
- جيريمي بوراش [1]

### الأنتاج
أعلن أتحاد TNA في 5 سبتمبر 2012 أنها أكملت تصوير سلسلة تي ان ايه برتش بوت كامب. وكان من المقرر أصلاً بث السلسلة في ديسمبر 2012، ولكن تم تغيير موعد البث إلى يناير 2013. 

### الأستقبال
تم وصف البرنامج على أنه «حطم كل التقييمات علي قناة تشالينج تي في». وصرح روب لي من صحيفة ديلي ميرور أن «تنسيق العرض تعدي ما بعد عروض تلفيزيون الواقع وبنيته المحدثة أول بأول تثير ضجة عنيفة».

## الموسم الثاني

### الملخص
يركز البرنامج علي "12مصارع من أشهر المصارعين البريطانيين وأفضلهم الذين شاركوا في البرنامج بهدف الحصول على عقد حصري من أتحاد TNA. وتم بث الحلقة الأولي من الموسم الثاني علي قناة تشالنج في 19 أكتوبر 2014.

### طاقم العمل

#### المتنافسون
| اسم الحلبة         | الاسم الحقيقي      | الموطن             | الجولة الأولي        | الجولة الثانية                                    | النهائيات (لندن)           |
| ------------------ | ------------------ | ------------------ | -------------------- | ------------------------------------------------- | -------------------------- |
| بيبي فايسيد بيتبول | Sam Smitten-Downes | ليستر , انجلترا    | تقدم للجولة الثانية  | أُقصي                                              |                            |
| سيانيد             | Alex Walmsley      | مانشستر , انجلترا  | أُقصي                 |                                                   |                            |
| ديف ماستيف         | David Minton       | Dudley, England    | تقدم للجولة الثانية  | تقدمت للنهائيات                                   | واحد من الستة النهائيين    |
| ايل ليجرو ‏         | Simon Musk         | ليدز               | تقدم للجولة الثانية  | تقدم للنهائيات                                    |                            |
| جرادو              | Graeme Stevely     | Ayrshire, Scotland | تقدم للجولة الثانية  | تقدم للنهائيات - اخذ فرصة آخري للعودة بعد ان أُقصي | واحد من الستة النهائيين    |
| جو فيجا            | Joseph Whittaker   | برستون             | أُقصي                 |                                                   |                            |
| جويل ريدمان        | Joel Pettyfer      | إكزتر              | تقدم للجولة الثانية  | تقدمت للنهائيات                                   |                            |
| كينج روستير        | Rory Bailey        | برتون نستون        | أُقصي                 |                                                   |                            |
| كريس ترافيس        | كريستوفر ترافيس    | شفيلد              | تقدم للجولة الثانية  | تقدم للنهائيات                                    |                            |
| مارك اندروس        | مارك اندروس        | كارديف             | تقدم للجولة الثانية  | تقدم للنهائيات                                    | الفائز                     |
| مارتن ستون         | مارتن هاريس        | لندن               | تقدم للجولة الثانية  | تقدم للنهائيات                                    |                            |
| مات فوكس           | ماثيو ماكنامارا    | سانت هلنز          | أُقصي                 |                                                   |                            |
| نعوم دار           | نعوم دار           | Ayrshire, Scotland | تقدم للجولة الثانية  | تقدم للنهائيات                                    | واحد من الستة النهائيين    |
| نورديك وريور       | توم نيوتن          | مانشستر            | أُقصي                 |                                                   |                            |
| بريسكيلا           | اولي بورنس         | ليدز               | تقدمت للجولة الثانية | أُقصيت                                             |                            |
| بايرو              | غير معلوم          | مانشستر            | تقدم للجولة الثانية  | أُقصي                                              |                            |
| رامبيج براون       | أوليفر بيني        | ليدز               | تقدم للجولة الثانية  | تقدم للنهائيات                                    | واحد من الثلاثة النهائيين  |
| ريتشارد بارليامنت  | ريتشارد فارتي      | لندن               | تقدم للجولة الثانية  | تقدم للنهائيات                                    |                            |
| ار جي سينج         | روس جونز           | Hertford, England  | تقدم للجولة الثانية  | تقدم للنهائيات                                    |                            |
| سيكسي كيف          | كيفن لويد          | وارينغتون          | أُقصي                 |                                                   |                            |
| شا سامويلز         | شا سامويلز         | شرق لندن           | تقدم للجولة الثانية  | تقدم للنهائيات                                    |                            |
| سيمون لانساستير    | سيمون لانساستير    | غريمسبي ‏           | تقدم للجولة الثانية  | أُقصي                                              |                            |
| هيزر شوفيلد        | هيزر شوفيلد        | لندن               | أُقصيت                |                                                   |                            |
| كاي لي ري          | كايليا راي         | غلاسكو             | تقدمت للجولة الثانية | تقدمت للنهائيات                                   | واحدة من الثلاثة النهائيين |
| ميلاني بريس        | ميلاني كونيلي      | مانشستر            | تقدمت للجولة الثانية | أُقصيت                                             |                            |
| لانا اوستن         | ليانّ أوستن         | مانشستر            | تقدمت للجولة الثانية | أُقصيت                                             |                            |
| كاسي اوينز         | كيلي روبنسون       | بلفاست             | تقدمت للجولة الثانية | تقدمت للنهائيات                                   |                            |
| ليا اوينز          | ليا روبنسون        | بلفاست             | تقدمت للجولة الثانية | تقدمت للنهائيات                                   |                            |
| نيكي ستورم         | نيكولا جلينكروس    | غلاسكو             | تقدمت للجولة الثانية | تقدمت للنهائيات                                   |                            |
| فايبر              | كيمبرلي بينسون     | Ayrshire, Scotland | تقدمت للجولة الثانية | أُقصيت                                             |                            |

#### المدربين
- ال سنو
- جيل كيم
- ساموا جو

#### شخصيات مصارعة اخري
- جيرمي بورش
- روك ستار سبود

## روابط خارجية
- تي ان ايه برتش بوت كامب على موقع IMDb (الإنجليزية)
- تي ان ايه برتش بوت كامب على موقع قاعدة بيانات الفيلم (الإنجليزية)